# Herrarnas singelsculler i rodd vid olympiska sommarspelen 1980
Herrarnas singelsculler i rodd vid olympiska sommarspelen 1980 avgjordes mellan den 20 och 27 juli 1980. Grenen hade totalt fjorton deltagare från fjorton länder.

## Medaljörer
| Gren          | Guld                   | Silver              | Brons               |
| Singelsculler | Pertti Karppinen (FIN) | Vasil Jakusja (URS) | Peter Kersten (GDR) |

## Heat
De tre första lagen i varje heat gick vidare till semifinalerna. De återstående lagen blev tvungna att tävla i återkvalet om de kvarvarande semifinalplatserna.

### Heat 1
| Placering | Deltagare                | Land           | Tid     |
| --------- | ------------------------ | -------------- | ------- |
| 1         | Hugh Matheson            | Storbritannien | 7:53.22 |
| 2         | Konstatinos Kontomanolis | Grekland       | 7:55.61 |
| 3         | Paulo César Dvorawski    | Brasilien      | 8:01.38 |
| 4         | Didier Gallet            | Frankrike      | 8:04.41 |
| 5         | Arturo Salfran           | Kuba           | 8:25.09 |

### Heat 2
| Placering | Deltagare        | Land            | Tid     |
| --------- | ---------------- | --------------- | ------- |
| 1         | Pertti Karppinen | Finland         | 7:43.80 |
| 2         | Peter Kersten    | Östtyskland     | 7:49.01 |
| 3         | Vladek Lacina    | Tjeckoslovakien | 7:53.24 |
| 4         | Bernard Destraz  | Schweiz         | 7:59.81 |
| 5         | Chavdar Radoev   | Bulgarien       | 8:04.96 |

### Heat 3
| Placering | Deltagare       | Land          | Tid     |
| --------- | --------------- | ------------- | ------- |
| 1         | Vasil Jakusja   | Sovjetunionen | 7:47.15 |
| 2         | Hans Svensson   | Östtyskland   | 7:57.33 |
| 3         | Raimund Schmidt | Österrike     | 8:07.02 |
| 4         | Lajos Ódor      | Ungern        | 8:14.24 |

## Återkval
De tre första lagen i återkvalet gick vidare till semifinalerna.
| Placering | Deltagare       | Land      | Tid     |
| --------- | --------------- | --------- | ------- |
| 1         | Bernard Destraz | Schweiz   | 7:25.97 |
| 2         | Lajos Ódor      | Ungern    | 7:27.49 |
| 3         | Chavdar Radoev  | Bulgarien | 7:28.96 |
| 4         | Didier Gallet   | Frankrike | 7:32.81 |
| 5         | Arturo Salfran  | Kuba      | 7:51.84 |

## Semifinal
De tre första lagen i varje semifinal gick vidare till finalen.

### Semifinal 1
| Placering | Deltagare             | Land           | Tid     |
| --------- | --------------------- | -------------- | ------- |
| 1         | Peter Kersten         | Östtyskland    | 7:11.99 |
| 2         | Vasil Jakusja         | Sovjetunionen  | 7:15.14 |
| 3         | Hugh Matheson         | Storbritannien | 7:21.05 |
| 4         | Lajos Ódor            | Ungern         | 7:32.94 |
| 5         | Raimund Schmidt       | Österrike      | 7:38.50 |
| 6         | Paulo César Dvorawski | Brasilien      | 7:39.28 |

### Semifinal 2
| Placering | Deltagare                | Land            | Tid     |
| --------- | ------------------------ | --------------- | ------- |
| 1         | Pertti Karppinen         | Finland         | 7:15.90 |
| 2         | Vladek Lacina            | Tjeckoslovakien | 7:18.66 |
| 3         | Hans Svensson            | Sverige         | 7:19.66 |
| 4         | Konstatinos Kontomanolis | Grekland        | 7:23.15 |
| 5         | Bernard Destraz          | Schweiz         | 7:33.87 |
| 6         | Chavdar Radoev           | Bulgarien       | 7:34.21 |

## Finaler

### Final
| Placering | Deltagare        | Land            | Tid     |
| --------- | ---------------- | --------------- | ------- |
| 1         | Pertti Karppinen | Finland         | 7:09.61 |
| 2         | Vasil Jakusja    | Sovjetunionen   | 7:11.66 |
| 3         | Peter Kersten    | Östtyskland     | 7:14.88 |
| 4         | Vladek Lacina    | Tjeckoslovakien | 7:17.57 |
| 5         | Hans Svensson    | Sverige         | 7:19.38 |
| 6         | Hugh Matheson    | Storbritannien  | 7:20.28 |

### 7 - 12 plats
| Placering | Deltagare                | Land      | Tid     |
| --------- | ------------------------ | --------- | ------- |
| 7         | Bernard Destraz          | Schweiz   | 7:19.90 |
| 8         | Konstatinos Kontomanolis | Grekland  | 7:20.29 |
| 9         | Lajos Ódor               | Ungern    | 7:23.30 |
| 10        | Chavdar Radoev           | Bulgarien | 7:23.50 |
| 11        | Raimund Schmidt          | Österrike | 7:29.16 |
| 12        | Paulo César Dvorawski    | Brasilien | 7:32.00 |